# Adrian Leaper
Adrian Leaper (1953) è un direttore d'orchestra britannico.

## Biografia
È diventato importante quando per 5 anni (1986-1991) è stato nominato Direttore della Hallé Orchestra di
Manchester, avendo interpretato più di 30 concerti per stagione.
Direttore Artistico della RTVE Orchestra Sinfonica di Madrid, in precedenza era stato Principale Direttore
della Orquesta Filharmonia de Gran Canaria dal 1994 al 2001.
Ha condotto le principali Orchestre di Londra, Mosca, Praga, Vienna e in tutto il mondo come in Polonia,
Gran Bretagna, Irlanda, Norvegia, Repubblica Ceca.
Per la Naxos Records, ha effettuato moltissime incisioni delle sue interpretazioni di Jean Sibelius, Edward Elgar,
Antonín Dvořák, Gustav Mahler e altri compositori.
Ha lavorato con Rudolf Buchbinder, Mstislav Rostropovič, Frank Peter Zimmermann etc.